# Scotozous dormeri
Scotozous dormeri är en fladdermusart som först beskrevs av George Edward Dobson 1875.  Scotozous dormeri är ensam i släktet Scotozous som ingår i familjen läderlappar. Inga underarter finns listade i Catalogue of Life.
Arten blir ungefär 52 mm lång (huvud och bål) och har en 35 till 38 mm lång svans. Underarmarna är 34 till 36 mm långa. Pälsen har på ovansidan en silvergrå färg på grund av silverfärgade hårspetsar. På buken är pälsen ljusare grå till vitaktig. Scotozous dormeri har vanligen bara två framtänder i övre käken, vad som skiljer den från släktet Pipistrellus. Hos individer som har fyra övre framtänder är de yttre förminskade.
Scotozous dormeri har korta och breda öron med en väl utvecklad tragus. Bara en liten del av svansens spets är inte inbäddad i svansflyghuden. Hos djuret förekommer på varje sida i över- och underkäken två premolarer. Svansflyghuden har en brun färg och ibland är venerna vita.
Denna fladdermus förekommer med flera från varandra skilda populationer i Indien och Pakistan. Kanske når den områden av Nepal eller Bangladesh nära gränsen. Arten vistas i låglandet och i bergstrakter upp till 2000 meter över havet. Habitatet utgörs av mera torra jordbruksområden och städer.
Individerna vilar i bergssprickor, i trädens håligheter eller i människogjorda gömställen som byggnader eller gravvårdar. Där bildas flockar med 2 till 24 medlemmar. Denna fladdermus jagar olika insekter som nattfjärilar, skalbaggar, flygande myror och gräshoppor. Troligen finns ingen särskild parningstid.